# Economia del Camerun

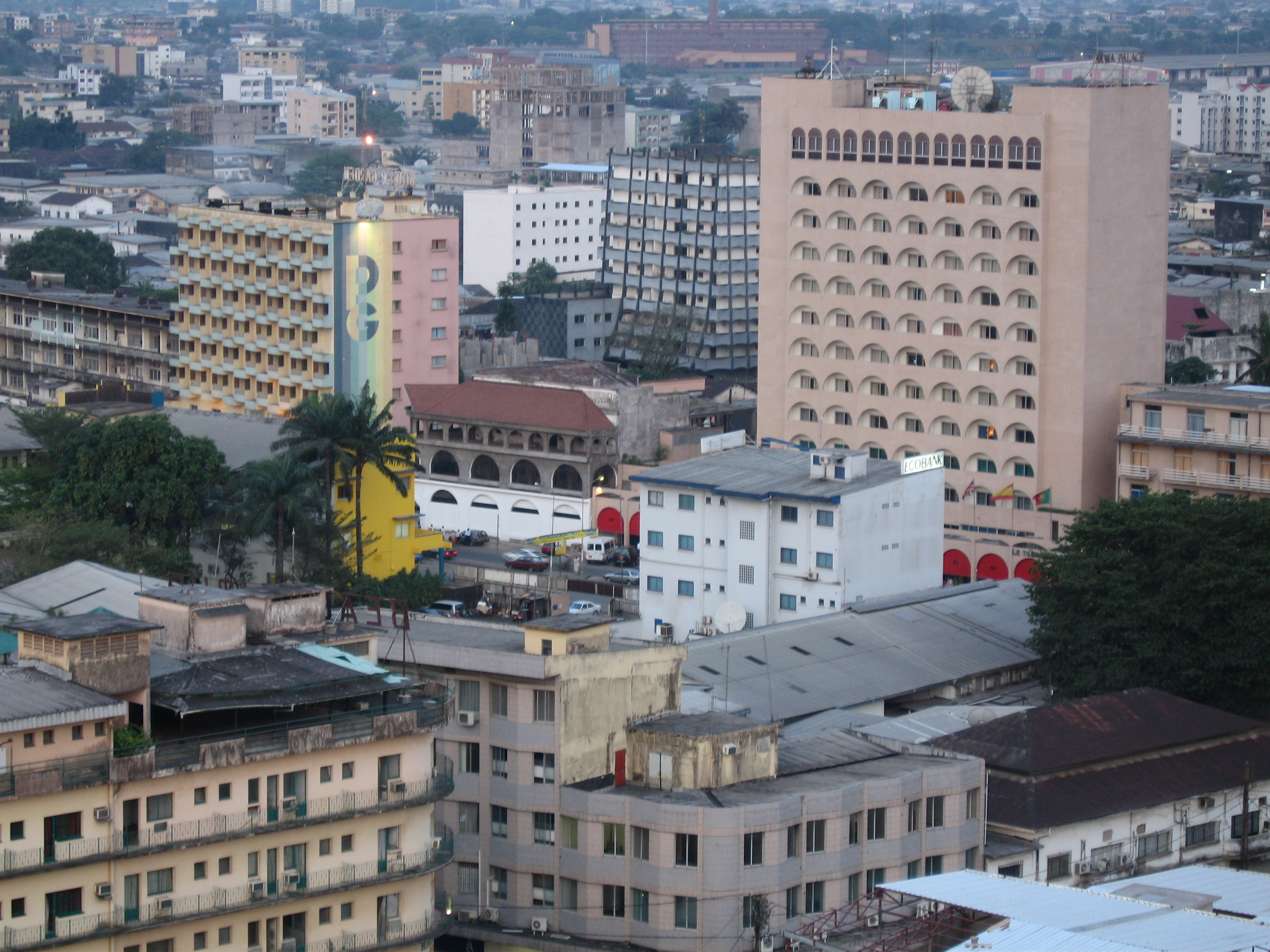
Douala, la capital econòmica del Camerun.

El Camerun té un dels PIB per capita més alts de l'Àfrica Subsahariana, a causa de les condicions favorables a l'agricultura i a les seves reserves de petroli. Així i tot, el país enfronta problemes similars als d'altres països subdesenvolupats, com el clima poc favorable a les inversions. Els mercats més importants per als productes del país són Espanya, França, Itàlia i Corea del Sud. La moneda del país és el franc CFA de l'Àfrica Central.
Des de la dècada de 1990 el país va ingressar a diversos programes del Fons Monetari Internacional amb l'objectiu d'estimular els negocis, millorar l'eficiència de l'agricultura i del comerç, així com capitalitzar els bancs. L'FMI pressiona per més reformes, incloent la transparència del pressupost, la privatització, i programes per a la reducció de la pobresa.

## Dades del país

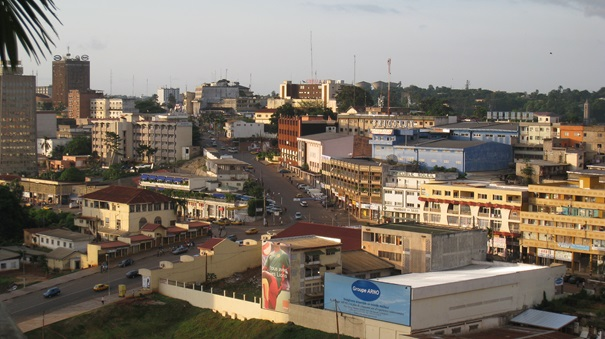
Zona comercial de Yaoundé.

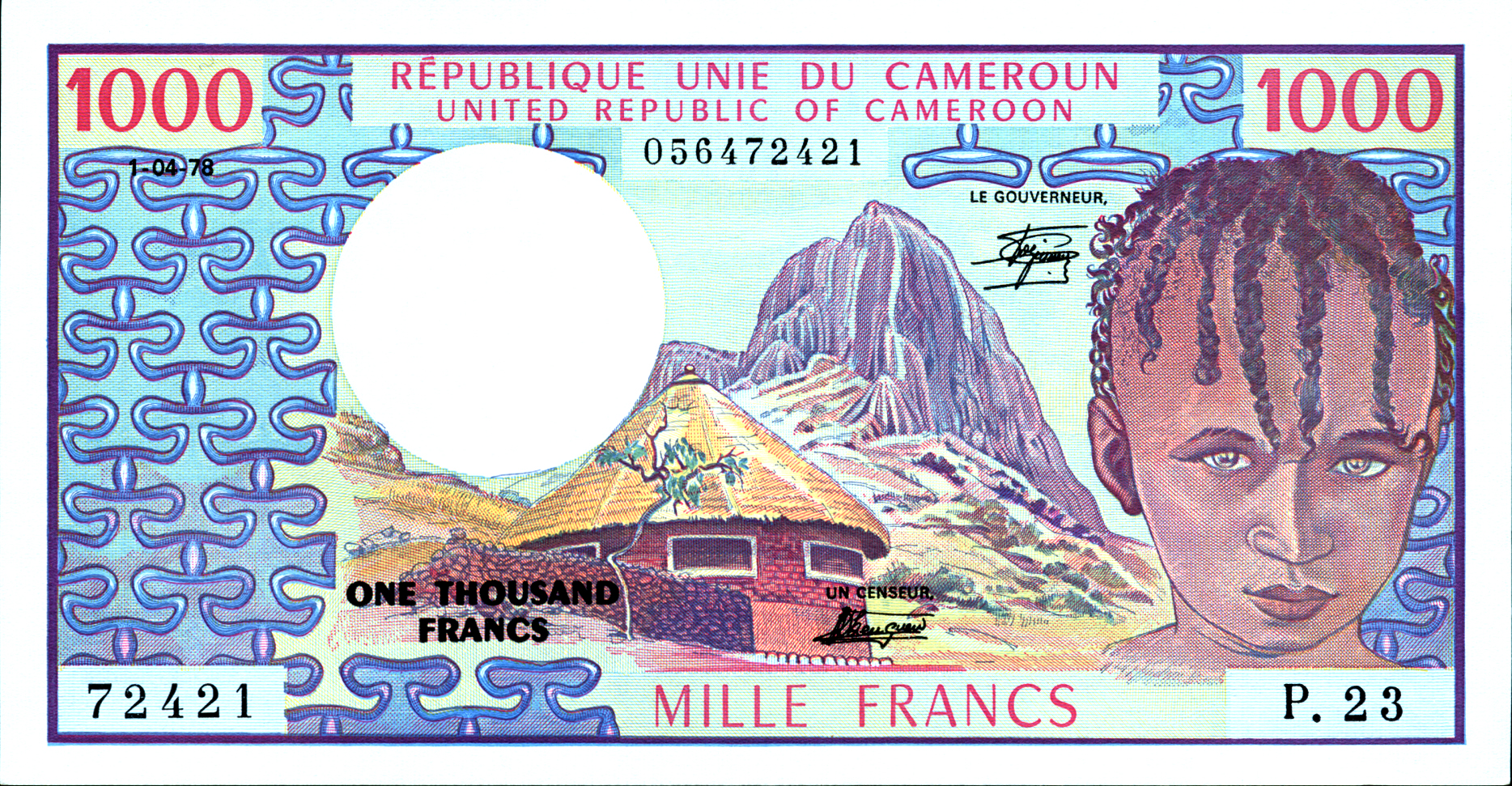
Bitllet camerunès de 1.000 francs CFA.

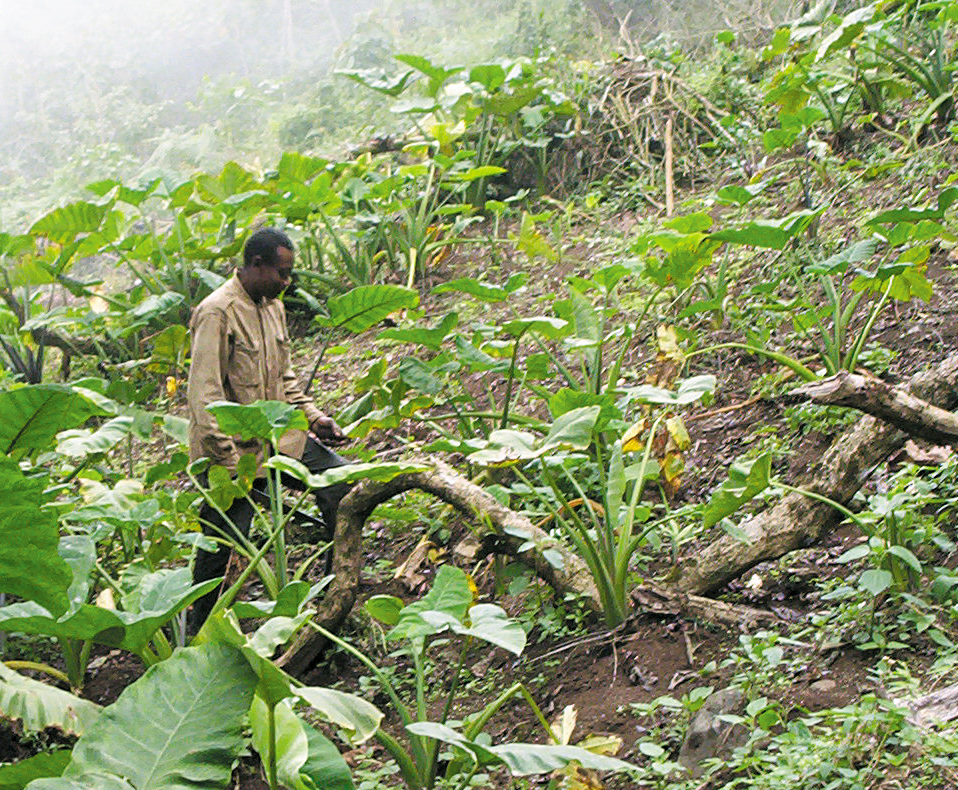
Conreu de taro al Camerun.

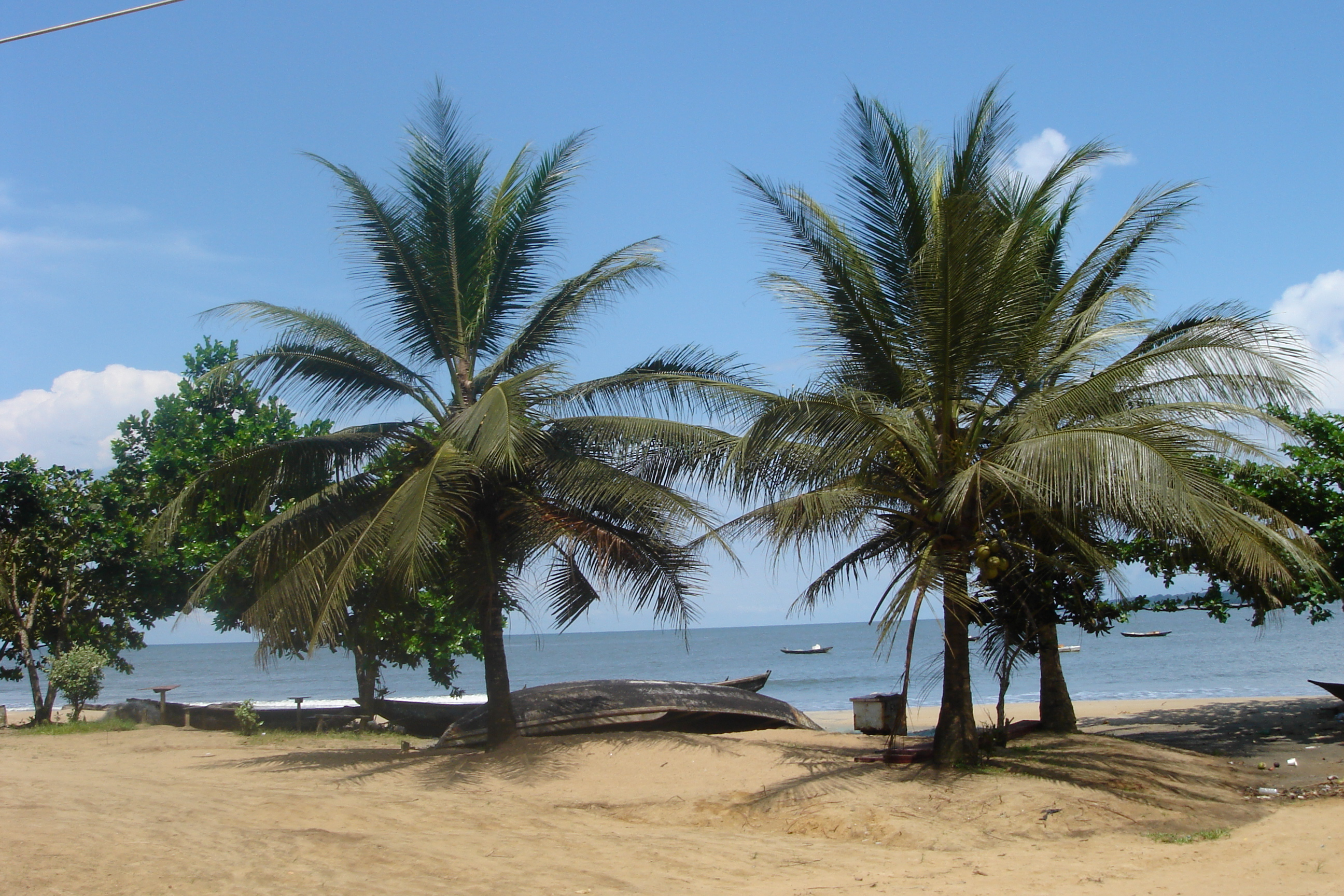
Platja a Kribi.

El país està en crisi des de mitjans dels anys 80. Un 37% està cobert per boscos tropicals que poden proporcionar abundants recursos. Pertany a la CEMAC, una associació d'integració econòmica amb països fronterers.
La paritat del poder adquisitiu per capita del Camerun és de 3.200 US$, un dels deu més alts a l'Àfrica subsahariana. Els mercats d'exportació més significatius són França, Itàlia, Corea del Sud, Espanya i el Regne Unit. El Camerun és part del Banc dels Estats d'Àfrica Central (del qual és l'economia dominant) i de la Unió dels Estats d'Àfrica Central (UDEAC). La seva unitat monetària colonial va ser el franc camerunès, que va ser després reemplaçada per la seva moneda oficial actual, el Franc CFA.
Les regles i regulacions excessives, els alts impostos i la corrupció endèmica han impedit el creixement del sector privat. La desocupació va ser estimada en un 30% el 2001, i prop del 48% de la població estava vivint en el llindar de la pobresa el 2000. Des de finals dels anys 1980, el Camerun ha estat seguint programes del Banc Mundial i el Fons Monetari Internacional (FMI) per reduir la pobresa, privatitzar les indústries i incrementar el creixement econòmic.
Prop del 70% de la població es dedica al sector agrari, que comprenia una estimació del 45,2% del (PIB) el 2006. La majoria d'aquest sector es dedica a l'agricultura de subsistència dels grangers locals, els qui empren eines simples. Els centres urbans depenen particularment de l'agricultura camperola per a la seva alimentació.
La terra i el clima de la costa fomenten amplis cultius comercials de plàtan, cacau, taro, oli de palma, cautxú i te. A l'interior de país, en el Plateau del Camerun del Sud, les collites inclouen cafè, sucre i tabac. El cafè és el producte més lucratiu a l'àrea muntanyenca de l'oest. En el nord, les condicions naturals afavoreixen productes com el cotó, el maní i l'arròs. La dependència de l'exportació de productes agrícoles fa del Camerun un país vulnerable a la variació dels seus preus.
La ramaderia es practica en tot el país. La pesca empra a 5.000 persones i proveeix 20.000 t anuals. La carn de cap de bestiar, bàsica per a l'alimentació dels camerunesos rurals, és un privilegi als centres urbans. El seu comerç ha superat la desforestació com l'amenaça principal de la vida silvestre al Camerun.
La selva del sud posseeix vastes reserves de fusta, que cobreixen un el 37% del territori. No obstant això, grans àrees són de difícil accés. La indústria de la fusta, controlada per empreses estrangeres, proveeix al govern de US$ 60 milions a l'any. Encara que la llei estipula que la seva explotació ha de ser segura i sostenible, és en la pràctica una de les indústries menys regulades del país.
La indústria de la mà d'obra en fàbriques va proveir una estimació del 16,1% del PIB el 2006. Més del 75% de la força industrial del país està concentrada a Douala i a Bonabéri.
El Camerun posseeix grans reserves de recursos minerals, però no s'extreuen àmpliament. L'explotació del petroli ha caigut des de 1985, però segueix sent un sector substancial que ha tingut un fort impacte en l'economia del país.
Els ràpids i les caigudes d'aigua obstrueixen els rius del sud, però aquests llocs ofereixen oportunitats per a l'obtenció d'energia hidroelèctrica, la qual representa la majoria de l'energia del Camerun. El riu Sanaga alimenta la major presa hidroelèctrica del país, situada a Edéa.
El turisme és un sector en auge, particularment a l'àrea costanera, als voltants del Mont Camerun i a l'àrea nord.